# Raïon de Dovjansk
 (janvier 2022).
Si vous disposez d'ouvrages ou d'articles de référence ou si vous connaissez des sites web de qualité traitant du thème abordé ici, merci de compléter l'article en donnant les références utiles à sa vérifiabilité et en les liant à la section « Notes et références ».
Le raïon de Dovjansk (en ukrainien : Довжанський район et en russe : Должанский район) est un raïon (district) dans l'oblast de Louhansk en Ukraine.
Il est officiellement modifié en juillet 2020 dans le cadre de la réforme territoriale administrative de l'Ukraine. En réalité, le raïon est contrôlé par la République populaire de Louhansk qui continue à utiliser les anciennes frontières administratives de l'Ukraine d'avant la réforme.